# 34419 Corning
34419 Corning este un asteroid din centura principală de asteroizi.

## Descriere
34419 Corning este un asteroid din centura principală de asteroizi. A fost descoperit pe 20 septembrie 2000 la Elmira de A. J. Cecce. El prezintă o orbită caracterizată de o semiaxă mare de 2,56 ua, o excentricitate de 0,14 și o înclinație de 4,6° în raport cu ecliptica.